# Sotalia
Sotalia (Sotalia) – rodzaj wodnych ssaków z podrodziny Delphininae w obrębie rodziny delfinowatych (Delphinidae).

## Rozmieszczenie geograficzne
Rodzaj obejmuje gatunki występujące w zachodnim Oceanie Atlantyckim oraz w Amazonce i Orinoko.

## Morfologia
Długość ciała dorosłych osobników 235–280 cm, noworodków 100 cm; masa ciała dorosłych osobników 250–284 kg.

## Systematyka
Rodzaj zdefiniował w 1866 roku angielski zoolog John Edward Gray w publikacji swojego autorstwa zatytułowanej Spis fok i waleni znajdujących się w zbiorach Muzeum Brytyjskiego. Gatunkiem typowym jest (oznaczenie monotypowe) sotalia przybrzeżna (S. guianensis).

### Etymologia
- Sotalia: etymologia niejasna, Gray nie wyjaśnił pochodzenia nazwy rodzajowej, najwyraźniej wymyślona nazwa[8].
- Tucuxa: tupijska nazwa tucuxi dla słodkowodnego delfina[9]. Gatunek typowy (oznaczenie monotypowe): Steno tucuxi J.E. Gray, 1856 (= Delphinus fluviatilis P. Gervais & Deville, 1853).

### Podział systematyczny
Do rodzaju należą następujące gatunki:
| Grafika | Gatunek             | Autor i rok opisu            | Nazwa zwyczajowa    | Podgatunki         | Rozmieszczenie geograficzne | Podstawowe wymiary         | Status IUCN |
| ------- | ------------------- | ---------------------------- | ------------------- | ------------------ | --- | -------------------------- | ----------- |
|         | Sotalia fluviatilis | (P. Gervais & Deville, 1853) | sotalia amazońska   | gatunek monotypowy | Nizina Amazonki i dopływy w Brazylii, Kolumbii, Ekwadorze i Peru; prawdopodobnie system Orinoko w Wenezueli (ten gatunek lub S. guianensis) | DC: do 152 cm MC: do 52 kg | EN          |
|         | Sotalia guianensis  | (P.J. Van Beneden, 1864)     | sotalia przybrzeżna | gatunek monotypowy | wschodnie wybrzeża Ameryki Środkowej i Południowej (od 16° szerokości geograficznej północnej (Honduras) do około 27° szerokości geograficznej południowej (południowa Brazylia); być może rzeka Orinoko w Wenezueli (ten gatunek lub S. fluviatilis) | DC: do 190 cm MC: do 40 kg | NT          |

Kategorie IUCN:  NT  – gatunek bliski zagrożenia,  EN  – gatunek zagrożony.